# Rossiter (Pennsylvanie)
Rossiter est une census-designated place située dans le comté d'Indiana, dans l’État de Pennsylvanie, aux États-Unis. Lors du recensement de 2020, elle compte 537 habitants.